# 부산광역시체육시설관리사업소
부산광역시체육시설관리사업소(釜山廣域市體育施設管理事業所)는 시민의 체위향상과 체육진흥을 도모하고 각종 체육시설의 효율적인 관리운영에 관한 사무를 분장하는 부산광역시청의 사업소이다. 소장은 지방서기관으로 보한다.

## 설치 근거 및 소관 사무

### 설치 근거
- 「부산광역시 행정기구 설치 조례」 제37조제1항[2]

### 소관 사무
- 부산광역시가 직접 관장하는 체육시설의 유지에 관한 사항
- 소관시설물 사용허가 및 사용료 징수에 관한 사항
- 각종 경기행사의 운영에 관한 사항

## 연혁
- 1980년 7월 10일: 부산시종합운동장건설사업소 설치.[3]
- 1984년 6월 14일: 부산직할시종합운동장건설사업소로 개편.[4]
- 1985년 1월 28일: 부산직할시요트경기장 설치.[5]
- 1985년 8월 1일: 부산직할시종합운동장건설사업소를 부산직할시공설운동장관리사업소로 개편.[6]
- 1988년 1월 11일: 부산직할시체육시설관리사업소로 통합.[7]
- 1999년 1월 1일: 부산광역시체육시설관리사업소로 개편.[8]
- 2001년 6월 21일: 종합운동장을 관할에서 제외.[9]
- 2002년 5월 30일: 금정체육공원과 강서체육공원을 관할로 편입.[10]
- 2004년 1월 1일: 금정체육공원을 관할에서 제외.[11]

## 조직

### 소장
- 관리팀[12]
- 운영팀[12]
- 시설팀[13]
- 통신팀[14]
- 전기팀[15]
- 기계팀[15]

### 하부기관
- 구덕운동장[12]
- 요트경기장[16]
- 강서체육공원[12]